# Dammit
"Dammit" (ponekad zvana "Growing Up") je pjesma američkog rock sastava Blink-182, objavljena 23. rujna 1997. godine, kao drugi singl s drugog studijskog albuma sastava, Dude Ranch iz 1997. godine. Napisao ju je basist Mark Hoppus, a govori o zrelosti i odrastanju. Radnja pjesme je o prekidu s partnerom i teškoći gledanja tog istog partnera s drugim partnerom.
Pjesma je postala prvi hit singl sastava, dostigla je jedanaesto mjesto na Billboardovoj ljestvici Hot Modern Rock Tracks te se često puštala na ključnim radio stanicama u SAD-u. Glazbeni video za pjesmu režirali su Darren Doane i Ken Daurio, koji su i prije radili sa sastavom. U videu, sastav ide na  "pretpremijeru pretpremijere" u kino gdje Hoppus pokuša osvojiti svoju bivšu djevojku nazad. "Dammit" se kasnije pojavljuje na kompilaciji sastava Greatest Hits (s drumrollom na početku) te su je obradili mnogi izvođači.

## Pozadina
Basist Blinka-182 Mark Hoppus u kratko vrijeme napisao je pjesmu o zamišljenom prekidu s djevojkom. Hoppus je scenarij opisao u detalje u tekstu, u kojem se bivši ljubavnici susretnu u javnosti, a jedan je s drugim partnerom, "Stvarno boli kad ti nisi osoba koja osjeća ljubav, ali moraš se pretvarati da ne boli kako ne bi ispao luzer." Pjesma mu je spontano došla tj. pala napamet pa ju je razradio: "Ako radiš na pjesmi tjednima i tjednima, onda je forsiraš." Prepoznatljivi gitarski riff u pjesmi "Dammit" prvo je odsviran na akustičnoj gitari kojoj su falile dvije žice. Gitarist Tom DeLonge je smatrao pjesmu vrhuncem pisanja pjesama sastava. Pjesma je snimana između prosinca 1996. i siječnja 1997. godine u Big Fish Studios, u Encinitasu, Kalifornija. Pjesma je napisana tik izvan Hoppusovog vokalnog dometa, što je od njega zahtijevalo da se napreže dok pjeva (pjesma ima primjetno grublje i raskalašnije vokale no ostatak albuma). Hoppus je usprkos tomu imao problema s vokalima tijekom snimanja albuma, primarno zbog vokalnih vježbi i konstantnog pušenja. Zbog ovih faktora, a i stresa od snimanja pjesme "Dammit", Hoppus je ozbiljno oštetio glasnice, zbog čega je sastav morao odgoditi snimanje albuma u prosincu 1996. godine. "Ustvari jako volim svoj glas na 'Dammitu'. Zvuči baš onako sirov i baza," rekao je Hoppus 2001. godine. "Ali ipak, tu tehniku ne preporučam za vježbanje. Znate, pušenje, deranje, i to." Kao rezultat ovog incidenta, na koncertima napjev uvijek pjeva Tom DeLonge. Budući gitarist i vokalist Matt Skiba, koji je zamijenio DeLongea 2015. godine, također pjeva napjev.
Pjesma je skladana u C dur tonalitetu, s mjerom 4/4 i brzim tempom od 215 otkucaja u minuti. Hoppusov raspon glasnica kreće se od C4 do G4.

## Komercijalni uspjeh
Na Warped turneji u Australiji […] Blink-182 su izišli na pozornicu i počeli svirati za 10.000 ljudi, i tada sam shvatila da su uspjeli. Kada je Tom zasvirao prve note "Dammita," svih 10.000 ljudi počelo je vrištati i dići ruke u zrak. Sjedila sam iza Tomovih pojačala. Naježila sam se, a Tom se okrenuo prema meni i rekao 'Koji kurac?'

"Dammit" bila je često puštana, pogotovo po radijima te je postala prvi hit singl sastava. Plan za prodaju MCA Recordsa bila je objaviti singl nakon Vans Warped turneje 1997. godine, kako bi bila veći materijal za radijsko puštanje. Prve promocije za "Dammit"  počele su u kolovozu 1997. godine, a nekoliko radio stanica u Južnoj Kaliforniji počele su puštati pjesmu, najčešće pored hitova sastava kao što su Green Day i The Offsprings/. Stanica KOME u San Joseu, jedna je od prvih koje su pustili pjesmu. Pjesma je pronašla svoj put do rock radija kada ju je KROQ iz Los Angelesa dodala na svoju rock playlistu. Popularne rock stanice dodale su "Dammit" na svoje liste u studenom, a MTV je ubrzo dobio glazbeni video za "Dammit", koji se često puštao u prosincu. To je ubrzo dovelo do spominjanja u časopisima kao što su Billboard i Rolling Stone.
Pjesma je dostigla 11. mjesto na Billboardovoj ljestvici Hot Modern Rock Tracks, gdje je provela čak 28 tjedana. Također je provela devet tjedana na ljestvici Mainstream Rock Tracks, gdje je dostigla 26. mjesto. Za kraj, našla se i na ljestvici najsviranijih pjesama svih žanrova na Billboard Hot 100 ljestvici, gdje je dostigla 61. mjesto i provela devet tjedana. Billboardov izvještaj o puštanju pjesama izračunao je da je pjesma bila puštena više od 1.000 puta na KROQ-u, što ju je učinilo drugom najsviranijom pjesmom 1998. godine. Našla se na trećem mjestu po puštanju na Seattleovom radijuu KNDD, i New Yorkovom WXRK-u, gdje je bila puštena više od 900 puta. "Dammit" je bila jedna od najsviranijih pjesama San Franciscoovog KITS-a, Bostonovog WBCN-a, Detroitovog CIMX-a i Sacramentoovog KWOD-a preko godinu dana. Radio KEDJ iz Phoenix-a, kroz godinu dana je pustio "Dammit" više od 1.400 puta. Pjesmu je Los Angeles Times nazvao "radio spajalicom". Ogroman uspjeh pjesme uvelike je pomogao da album s kojeg je pjesma, Dude Ranch, proda u više od 500.000 kopija te tako dobije zlatnu nakladu od Udruženja diskografske industrije Amerike. Provela je šest tjedana na RPM-ovoj Alternative 30 ljestvici u Kanadi, između travnja i svibnja 1998. godine, gdje je dostigla 15. mjesto. U dodatku, nakon uspjeha u Sjevernoj Americi, pjesma je dostigla 34. mjesto na ARIA Top 100 Singles ljestvici u Australija, gdje je provela šesnaest tjedana od prosinca 1997. do travnja 1998. godine.
Ogroman uspjeh pjesme ostavio je sastav u šoku. Gitarist Tom DeLonge, koji je naglasio da su tekstovi većine pjesama bazirani na istinitim događanjima, mislio je da je neobično da se pjesma koja nije autobiografskog tipa najviše svidjela publici. Kasnije se prisjetio, "[Kada je 'Dammit' postala popularna], poludjeli smo. Nismo mogli vjerovati što nam se događa." U međuvremenu, Hoppus, zbog uspjeha pjesme, se ljudima počeo predstavljati kao "taj lik koji je napisao, 'duh nuh nuh nuh nuh duh nuh nuh nuh nuh, he fucked her.'" ("jebao ju je"). 

## Recenzije
Novinar Alternative Pressa Scott Heisel, rekao je da je "Dammit" "savršena punk pjesma, svi je znaju, a vjerojatno je netko sada svira u svom podrumu." Online časopis Consequence of Sound, uvrstio je "Dammit" na prvo mjesto njihove ljestvice Top 10 Blink-182 pjesama, o kojoj su napisali da "ni najbolji autori pjesama ne pišu o onome što pojedinačno prolazite u svom životu – pišu o onome što je normalno u društvu. Ima nešto u "Dammitovom"' refrenu, nešto u njegovom uvodu, C, D, E riffovi koji zvuče fantastično." Časopis Complex je 2012. godine istražio korištenje pjesme u filmu Tulum koji jedva čekam (1998.) pa su napisali da je, "jedna od najikoničnijih pjesama '90-ih – ta tri, nepogrešiva gitarska akorda, dva glasa u stihu (jedan teži punk, a drugi, par oktava niži), i jaki punk refren." U časopisu Billboard, opisana je kao "pop punk pjesma za skakanje".

## U popularnoj kulturi
Pjesma se pojavljuje u tinejdžerskom filmu Tulum koji jedva čekam iz 1998. godine, tokom scene u kojoj policija prekine kućnu zabavu. Pjesma se također pojavljuje u videoigri Guitar Hero World Tour, kao i lik bubnjara Travisa Barkera, s kojim se može igrati nakon sviranja pjesme u glavnoj priči.
"Dammit" su obradili mnogi izvođači, uključujući All Time Low, Cloud Control, Lisa Prank, FIDLAR, Good Charlotte, Of Mice & Men, Pierce the Veil, i Best Coast.
Pjesma se može preuzeti u videoigri Rock Band 3.
Pjesma se također pojavljuje u filmu Zaljubljeni dječak iz 2001. godine.

## Glazbeni video
U glazbenom videu za "Dammit" Hoppus pokušava osvojiti svoju bivšu djevojku natrag u kinu. Menandžer sastava Rick DeVoe pojavljuje se u videu kao radnik u kinu. Glazbeni video za "Dammit" režirali su Darren Doane i Ken Daurio, koji su također režirali prvi video sastava za pjesmu "M+M's" iz 1995. godine. Doane je dopustio glazbenicima da improviziraju tokom snimanja. Hoppus i gitarist Tom DeLonge bili su toliko oduševljeni kako je DeVoe utjelovio svog lika, da su zamolili Doanea da se njegov lik pojavljuje u više scena. Malo prije kraja, kada Hoppus DeLongeu spusti hlače, Scott Raynor mu kaže "Hey, your pants fell down", a par sekundi kasnije, dok sastav izvodi pjesmu, DeLonge kaže Hoppusu "I love you." Poster za film Farinelli (1994.) vidi se u kinu.
Godine 2011., Hoppus rasprodavao je suvenire sastava kako bi pomogao žrtvama potresa i cunamija u Sendaiju 2011. godine. Jedan od suvenira bio je narančasti džemper koji je Hoppus nosio u "Dammit" videu.

## Format i popis pjesama
US CD (1997.)
1. "Dammit" (Tom Lord-Alge remix; radio verzija) – 2:46
2. "Dammit" (Tom Lord-Alge remix)  – 2:46

Australski CD (1997.)
1. "Dammit" (Tom Lord-Alge remix; radio verzija) – 2:46
2. "Dammit" (Tom Lord-Alge remix) – 2:46
3. "Zulu" – 2:07

## Zasluge
Blink-182
- Mark Hoppus – bas-gitara, vokali
- Tom DeLonge – gitara
- Scott Raynor – bubnjevi

Ostalo osoblje
- Mark Trombino – produciranje, snimanje, miksanje
- Brian Gardner – mastering
- Tom Lord-Alge – remix

## Ljestvice
| Ljestvica (1997. – 98.)                 | Najviša pozicija |
| --------------------------------------- | ---------------- |
| Australija (ARIA)                       | 34.              |
| Kanada Alternative 30 (RPM)             | 15.              |
| SAD Hot Modern Rock Tracks (Billboard)  | 11.              |
| SAD Hot 100 Airplay (Billboard)         | 61.              |
| SAD MMainstream Rock Tracks (Billboard) | 26.              |

| Ljestvica (1998.)                      | Najviša pozicija |
| -------------------------------------- | ---------------- |
| SAD Hot Modern Rock Tracks (Billboard) | 27.              |

## Vanjske poveznice
- blink-182 - Dammit (Official Video) na YouTube.com